# زنبق خیزران
زنبق خیزران (نام علمی: Iris confusa) نام یک گونه از سرده زنبق است.